# Robert Douglas (Schauspieler)
Robert Douglas Finlayson (* 9. November 1909 in Bletchley, England, Vereinigtes Königreich Großbritannien und Irland; † 11. Januar 1999 in Encinitas, Kalifornien, Vereinigte Staaten) war ein britischer Schauspieler.

## Leben
Robert Douglas Finlayson erhielt seine künstlerische Ausbildung an Londons Royal Academy of Dramatic Art und begann seine Bühnenlaufbahn 1927 in Bournemouth. Im Jahr darauf kehrte er ans Theater nach London zurück, wo er in dem Stück „Many Waters“ seinen Einstand in der Hauptstadt feierte. Kurz nach Anbruch des Tonfilmzeitalters fand Douglas auch Beschäftigung vor der Kamera; bereits seine zweite Kinoproduktion war die Adaption seines Londoner Bühneneinstandes. Douglas‘ Kinokarriere in den 1930er Jahren mit durchgehend mehr oder weniger großen Nebenrollen verlief bis zu seiner Einberufung zum Kriegsdienst 1939 ohne größere Höhen. Immerhin konnte er 1937 mit der zweiten Hauptrolle als englischer Matterhorn-Besteiger Edward Whymper in „The Challenge“, der britischen Version von „Der Berg ruft“, an der Seite von Luis Trenker spielen.
1947 entschloss sich Robert Douglas zur Übersiedelung in die USA. Im Hollywood der ausgehenden 1940er und frühen 50er Jahre fand der oftmals düster und grimmig blickende Mime rasch Anschluss an das Filmgeschehen. Am wirkungsvollsten und erfolgreichsten besetzte man Douglas als abgefeimten Finsterling und hinterlistigen Edelschurken von noblem Geblüt in Kostüm- und Abenteuerfilmen. Gleich im ersten Film, mit dem ihn der Durchbruch in Hollywood gelang, „Die Liebesabenteuer des Don Juan“, einer Mischung aus Romanze und Degenfecht-Abenteuer, spielte er den durch und durch gewissenlosen und schurkischen Gegenspieler Errol Flynns, den rabenschwarzhaarigen, durchtriebenen, spanischen Herzog de Lorca, der für seinen Verrat am spanischen Königtum von Flynn im Zweikampf erdolcht wird. Fortan wurde Douglas, ausgestattet mit einem hauchdünnen Oberlippenbart, von seinen Arbeitgebern Warner Bros. und MGM als eleganter aber charakterloser Mann von Welt eingesetzt. In diesem Fach agierte Douglas in hochwertig produzierten Farbfilmen als Gegenspieler von Stars erster Güte, neben Stewart Granger („Im Schatten der Krone“), Burt Lancaster („Der Rebell“) und Robert Taylor („Ivanhoe“) auch erneut Flynn („Kim – Geheimdienst in Indien“).
In Billigproduktionen wie „Mystery Submarine“ und „Target Unknown“ ließ man Douglas das Klischee eines sinistren, adeligen Nazi-Offizierschurken spielen. Sporadisch, vor allem zu Beginn seiner US-Karriere, vertraute man Robert Douglas Hauptrollen an, allerdings nur in kostengünstigeren B-Produktionen („Ein Fall für Detektiv Landers“,  „The Decision of Christopher Blake“). 1955 beendete Douglas weitgehend seine Kinotätigkeit und ging für ein Jahr nach New York, wo er 1956, durchgehend erfolglos, am Broadway vier Stücke (‘The Ponder Heart’, ‘Affair of Honor’, ‘The Loud Red Patrick’ [auch Produktion] und ‘Uncle Willie’) inszenierte.
Seit Jahresbeginn 1957 begann sich Douglas auf die Arbeit hinter der Kamera zu konzentrieren. Für das Fernsehen drehte er ein Vierteljahrhundert lang (letzte Arbeit: ‘Fame’) über 200 Folgen beliebter Serien, überwiegend aus dem Kriminal- und Detektivgenre (‘77 Sunset Strip’, ‘Cannon’, ‘Quincy’, ‘Baretta’, ‘Dan August’, ‘The Alfred Hitchcock Hour’, ‘Future Cop’, ‘Columbo’, ‘F.B.I.’, ‘Kobra, übernehmen Sie’, ‘Auf der Flucht’, ‘Die Straßen von San Francisco’). Gelegentlich versuchte er sich auch im Serienwestern (‘Maverick’, ‘Die Leute von der Shiloh Ranch’). 1964 kehrte Douglas für eine Kinoregie – das 64 Minuten kurze Spionagefilmchen „Night Train to Paris“ – nach London heim. Zuletzt, in den 1970er Jahren, sah man Douglas noch in der einen oder anderen US-Fernsehproduktion (darunter in der Columbo-Episode Traumschiff des Todes) als Schauspieler.
Seinen Lebensabend verbrachte Robert Douglas in Beverly Hills und zuletzt in der Nähe des südkalifornischen San Diego, wo er im 90. Lebensjahr auch verstarb.

## Filmografie
als Schauspieler in Kinofilmen
- 1930: P. C. Josser
- 1931: Many Waters
- 1933: The Blarney Stone
- 1935: Death Drives Through
- 1936: London Melody
- 1936: Our Fighting Navy
- 1937: Over the Moon
- 1938: The Challenge
- 1939: The Lion Has Wings
- 1939: The Chinese Bungalow
- 1947: Abenteuer in Brasilien (The End of the River)
- 1948: Die Liebesabenteuer des Don Juan (Adventures of Don Juan)
- 1948: The Decision of Christopher Blake
- 1948: Ein Fall für Detektiv Landers (Homicide)
- 1948: Ein Mann wie Sprengstoff (The Fountainhead)
- 1949: Glück in Seenot (The Lady Takes a Sailor)
- 1950: Der Geier von Arizona (Barricade)
- 1950: Die Piratenbraut (Buccaneer’s Girl)
- 1950: Der Rebell (The Flame and the Arrow)
- 1950: Spy Hunt
- 1950: This Side of the Law
- 1950: Kim – Geheimdienst in Indien (Kim)
- 1951: Target Unknown
- 1951: Flug nach Tanger (Flight to Tangier)
- 1951: Die Söhne der drei Musketiere (At Sword’s Point)
- 1950: Schwester Maria Bonaventura (Thunder on the Hill)
- 1951: Ivanhoe – Der schwarze Ritter (Ivanhoe)
- 1952: Im Schatten der Krone (The Prisoner of Zenda)
- 1953: Die Wüstenratten (Desert Rats)
- 1953: Der Rebell von Java (Fair Wind to Java)
- 1954: Die jungfräuliche Königin (The Virgin Queen)
- 1954: Saskatschewan (Saskatchewan)
- 1954: Der Talisman (King Richard and the Crusaders)
- 1955: Der scharlachrote Rock (The Scarlet Coat)
- 1955: Die schöne Helena (Helen of Troy)
- 1955: Guten Morgen, Miß Fink (Good Morning Miss Dove)
- 1959: Der Mann aus Philadelphia (The Young Philadelphians)
- 1959: Tarzan, der Herr des Urwaldes (Tarzan the Ape Man)
- 1960: Großstadt-Hyänen (The Lawbreakers)
- 1968: Die Frau aus dem Nichts (Secret Ceremony)

als Regisseur einzelner Folgen bei Fernsehserien
- 1960: Maverick
- 1960–1962: Surfside 6
- 1960–1962: 77 Sunset Strip
- 1963–1964: Alfred Hitchcock Presents
- 1964: Night Train to Paris (Kinofilm)
- 1965–1966: 12 O’Clock High
- 1967–1968: Invasion von der Wega (The Invaders)
- 1969–1970: Adam-12
- 1972–1973: Cannon
- 1967–1974: FBI (The F.B.I.)
- 1974: Shazam!
- 1972–1975: Die Straßen von San Francisco (The Streets of San Francisco)
- 1974–1975: Medical Center
- 1975–1978: Baretta
- 1976: Columbo: Bei Einbruch Mord (Old Fashioned Murder)
- 1979–1981: Trapper John, M.D.
- 1982: House Calls